# Jugend (Erzählung)

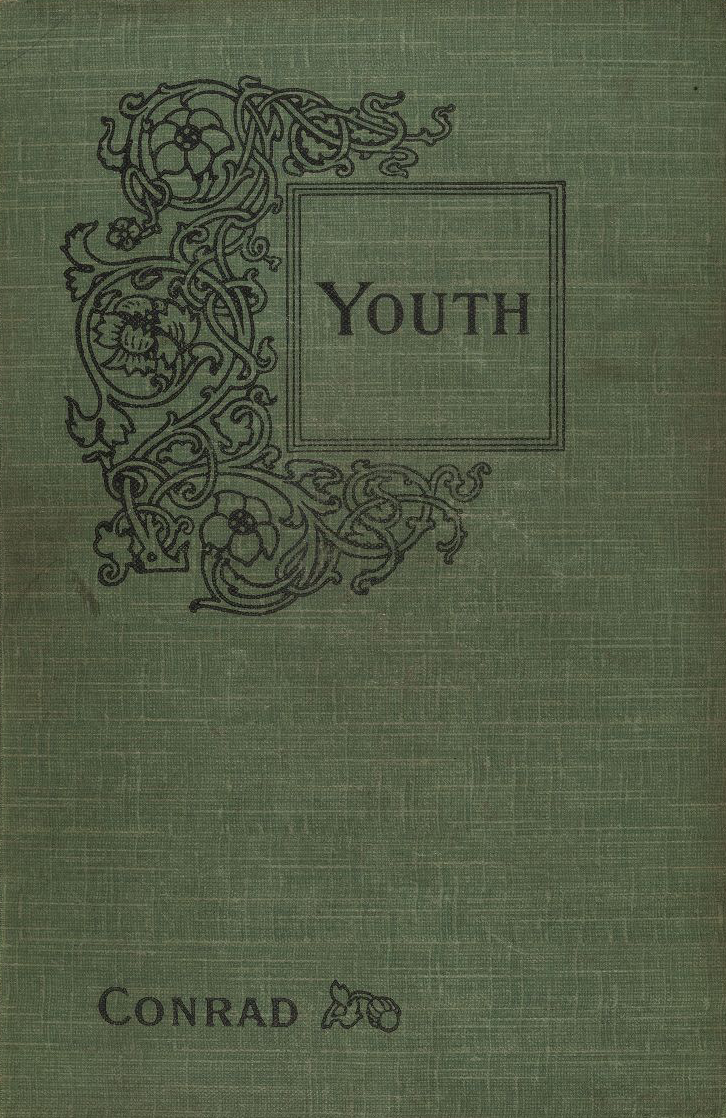
Youth: A Narrative, 1902

Jugend (engl. Originaltitel Youth) ist eine von Joseph Conrad im Jahre 1898 verfasste, aber erst 1902 im Erzählband Youth, a Narrative, and Two Other Stories veröffentlichte Erzählung.
Die Geschichte handelt vom jungen Seemann Marlow, der als zweiter Offizier seine erste Reise nach Asien antritt. Dreimal kommt es noch in europäischen Gewässern fast zu Katastrophen, bevor das Schiff südlich von Java in Flammen aufgeht.
In der Rahmenhandlung sitzt Kapitän Marlow 22 Jahre nach jener Reise mit vier befreundeten Seemännern zusammen und erzählt von diesen Ereignissen. Wie schon in anderen Erzählungen baut die Geschichte auf eigenen autobiografischen Erlebnissen Conrads auf.

## Übersicht
Das Schiff Judea, auf dem er anheuert, soll eine Ladung Kohle nach Bangkok bringen. Es verlässt London mit Sand-Ballast, um in einem nordenglischen Hafen die Kohle  zu laden, aber die Sandladung verrutscht in einem schweren Sturm. Sie werden in der Nordsee von Yarmouth Richtung Doggerbank abgetrieben und von einem Schlepper nach Norden gebracht, wodurch sie den Ladetermin versäumen und erst nach vier Wochen beladen werden.
Als das Schiff dann schließlich ablegen soll, wird es in der Nacht zuvor von einem Dampfer gerammt und stark beschädigt. Die dadurch anfallenden Reparaturarbeiten verursachen eine weitere Verzögerung um drei Wochen. Schließlich läuft das Schiff nach Bangkok aus, aber nach Nordsee und Kanal ändert sich der Wind und wächst zum Sturm. 300 Seemeilen westlich von Lizard Point (Cornwall) schlägt das Schiff leck. Das Schiff droht zu sinken, fast schaffen es die Pumpen nicht, aber die Mannschaft bringt das Schiff zurück nach Falmouth.
Nach sechsmonatiger Reparatur läuft das Schiff erneut aus und gelangt ohne weitere Zwischenfälle bis vor die Küste Javas. Dort entzündet sich die geladene Kohle von selbst. Zwar gelingt es, das Feuer einige Tage in Schach zu halten, doch kommt es schließlich zu einer heftigen Explosion, die einen großen Teil des Decks zerfetzt.
In dieser Situation bietet ein Dampferkapitän seine Hilfe an. Der Kapitän der Judea lehnt aber ab, da er vor dem Verlassen des Schiffes für die Versicherung so viele Wertgegenstände wie möglich auf die Rettungsboote bringen lassen will. In drei Booten macht sich schließlich die Mannschaft auf den Weg zur Küste. Dabei erhält Marlow das Kommando über eines der Boote. Von jugendlichem Ehrgeiz getrieben, erreicht er schließlich noch vor dem Kapitän die Küste Javas und somit den ersehnten Orient.

## Erzählweise und Motive
Zum ersten Mal führt Conrad hier die Figur Marlows als Erzähler für einen kleinen Kreis von Freunden ein, ein Setting, das Conrad auch im Herz der Finsternis in der Rahmenhandlung verwendet. Die eigentliche Geschichte wird von Marlow in direkter Rede erzählt, weshalb es sich bei dieser um eine Ich-Erzählung, um eine personale Erzählsituation handelt.
Marlow, der in die Rahmenerzählung eingebettete zweite Erzähler der Geschichte, will mit seinem Bericht ein „Sinnbild des Daseins“ zeichnen. Hierzu verwendet er einen Dualismus aus episodischer Steigerung der Katastrophen und der Beharrlichkeit, die angestrebten Ziele weiter zu verfolgen. Diese Textur der gelassenen Selbstwirksamkeit in „Gefahr und Verheißung“ kontrastiert der Erzähler mit der Figur eines Engländers, der wegen eines nicht befeuerten Molenkopfes den ganzen Hafen mit seinem „Tobsuchtsanfall“ unterhält.
„Do or Die“, Handle oder Stirb – was die Heckverzierung des Lastenseglers äußerst ungewöhnlich als Devise und Botschaft in Kurzform ausspricht, breitet der Erzähler in den Krisen dieser Reise als Varianten des Durchhaltens aus. Er erwähnt den „Gleichmut“ der malaiischen Seeleute, die die aus ihrem Rumpf stark qualmende Judea nicht eines Blickes würdigen, er erwähnt den alten Kapitän der Judäa, der nach der Explosion unter Deck „großartig [war] im beharrlichen Verfolgen seines Ziels und in der gelassenen Missachtung unserer Aufregung“, und schließlich „die Crew aus Liverpooler Dickschädeln“, die auch auf aussichtsloser Position weiter gegen das Feuer kämpft.
So kommentiert Marlow nach der Kohlenstaubexplosion unter Geringschätzung der Lebensgefahr: „Ich dachte: Na, das ist mal was! Das ist großartig. Ich bin gespannt, was sich tun wird. Oh Jugend!“ Die Suche nach Selbstbestätigung sei „etwas Angeborenes, Tiefsitzendes, Beständiges, […] eine Urkraft, gebieterisch wie ein Naturtrieb“, der besser als jede Berufsehre oder Pflichtgefühl oder Bezahlung diese unaufgeregte Entschlossenheit erklären kann.
Diese Beharrlichkeit im Handeln, die der Erzähler eben nicht nur für die Jugend konstatiert, verbindet sich für ihn in jener Lebensphase mit einer die Herausforderung suchenden Selbstgefährdung: Im letzten Satz seines Berichts fasst Marlow seine „Erklärung des Lebens“ damit zusammen, dass die See vor allem in der Jugend „harte Püffe [verteilt] - und mitunter eine Gelegenheit, die eigene Kraft zu spüren.“ Seine Auffassung von der Essenz  des Lebens verdichtet Marlow in einer mehrfachen Anrufung der titelgebenden Jugend. Sie verstehe den Kampf gegen die tödlichen Gefahren jener Reise nicht nur als Notwendigkeit des Überlebens, sondern auch als Suche nach Bestätigung und Selbstwirksamkeit: „Oh Jugend! Ihre Kraft, ihr Glaube, ihre Phantasie! […] der Prüfstein, die Kraftprobe des Lebens.“

## Ausgaben (Auswahl)
- Joseph Conrad: Jugend, in: Joseph Conrad: Jugend. Der geheime Teilhaber. Mit einem Nachwort von Ilija Trojanow, München: C.H.Beck (textura): 2013 ISBN 9783406644917
- Joseph Conrad: Erzählungen I. Der Nigger von der "Narcissus" – Jugend – Herz der Finsternis. Edition Maritim, Hamburg 2006, ISBN 978-3-89225-553-6. (Übersetzer: Lore Krüger u. a.).
- Joseph Conrad: Jugend. Suhrkamp, 1964, ISBN 978-3-518-01386-1
- Joseph Conrad: Herz der Finsternis / Jugend / Das Ende vom Lied. Fischer, Frankfurt 2009, ISBN 978-3-596-90163-0
- Joseph Conrad: Jugend. Ein Bericht. Fischer Taschenbuchverlag, 2001, ISBN 978-3-596-50422-0